# Alsophis
Alsophis is een geslacht van slangen uit de familie toornslangachtigen (Colubridae) en de onderfamilie Dipsadinae.

## Naam en indeling
De wetenschappelijke naam van de soort werd voor het eerst voorgesteld door Leopold Fitzinger in 1843. Er zijn acht verschillende soorten (de pas in 1990 wetenschappelijk beschreven soort Alsophis sajdaki op Great Bird Island werd in 2011 teruggebracht tot een synoniem voor Alsophis antiguae). Er is daarnaast ook een uitgestorven soort bekend; Alsophis ater.

## Verspreiding en habitat
Alle soorten komen voor in delen van het Caribisch Gebied en leven allemaal geïsoleerd op eilanden. De slangen leven op de eilanden Anguilla, Sint-Maarten, Saint-Barthélemy, Guadeloupe, Nederlandse Antillen, Saba, Sint Eustatius, Nevis, Saint Kitts, Great Bird Island,Terre-de-Haut, Îles des Saintes, Dominica, Montserrat, Marie-Galante, Virgin Gorda, Antigua en Barbuda.
De habitat bestaat uit tropische en subtropische bossen, zowel droge bossen als vochtige laaglandbossen. Ook in door de mens aangepaste streken zoals landelijke tuinen kan de slang worden aangetroffen.

## Beschermingsstatus
Door de internationale natuurbeschermingsorganisatie IUCN is aan zeven soorten een beschermingsstatus toegewezen. Een soort wordt gezien als 'veilig' (Least Concern of LC), een soort als 'kwetsbaar' (Vulnerable of VU) en een soort als 'gevoelig' (Near Threatened of NT). Twee soorten worden beschouwd als 'bedreigd' (Endangered of EN) en de soorten Alsophis antiguae en Alsophis antillensis ten slotte staan te boek als 'ernstig bedreigd' (Critically Endangered of CR).

## Soorten
Het geslacht omvat de volgende soorten, met de auteur en het verspreidingsgebied.
| Naam                 | Auteur                          | Verspreidingsgebied                                                        |
| -------------------- | ------------------------------- | -------------------------------------------------------------------------- |
| Alsophis antiguae    | Parker, 1933                    | Antigua, Barbuda                                                           |
| Alsophis antillensis | Schlegel, 1837                  | Guadeloupe, Marie-Galante, Virgin Gorda                                    |
| Alsophis danforthi   | Cochran, 1938                   | Terre-de-Bas, Îles des Saintes                                             |
| Alsophis manselli    | Parker, 1933                    | Montserrat                                                                 |
| Alsophis rijgersmaei | Cope, 1869                      | Anguilla, Sint-Maarten, Saint-Barthélemy, Guadeloupe, Nederlandse Antillen |
| Alsophis rufiventris | Duméril, Bibron & Duméril, 1854 | Saba, Sint Eustatius, Nevis, Saint Kitts, Nederlandse Antillen             |
| Alsophis sanctonum   | Barbour, 1915                   | Terre-de-Haut, Îles des Saintes                                            |
| Alsophis sibonius    | Cope, 1879                      | Dominica                                                                   |